# 卑南上圳攔河堰

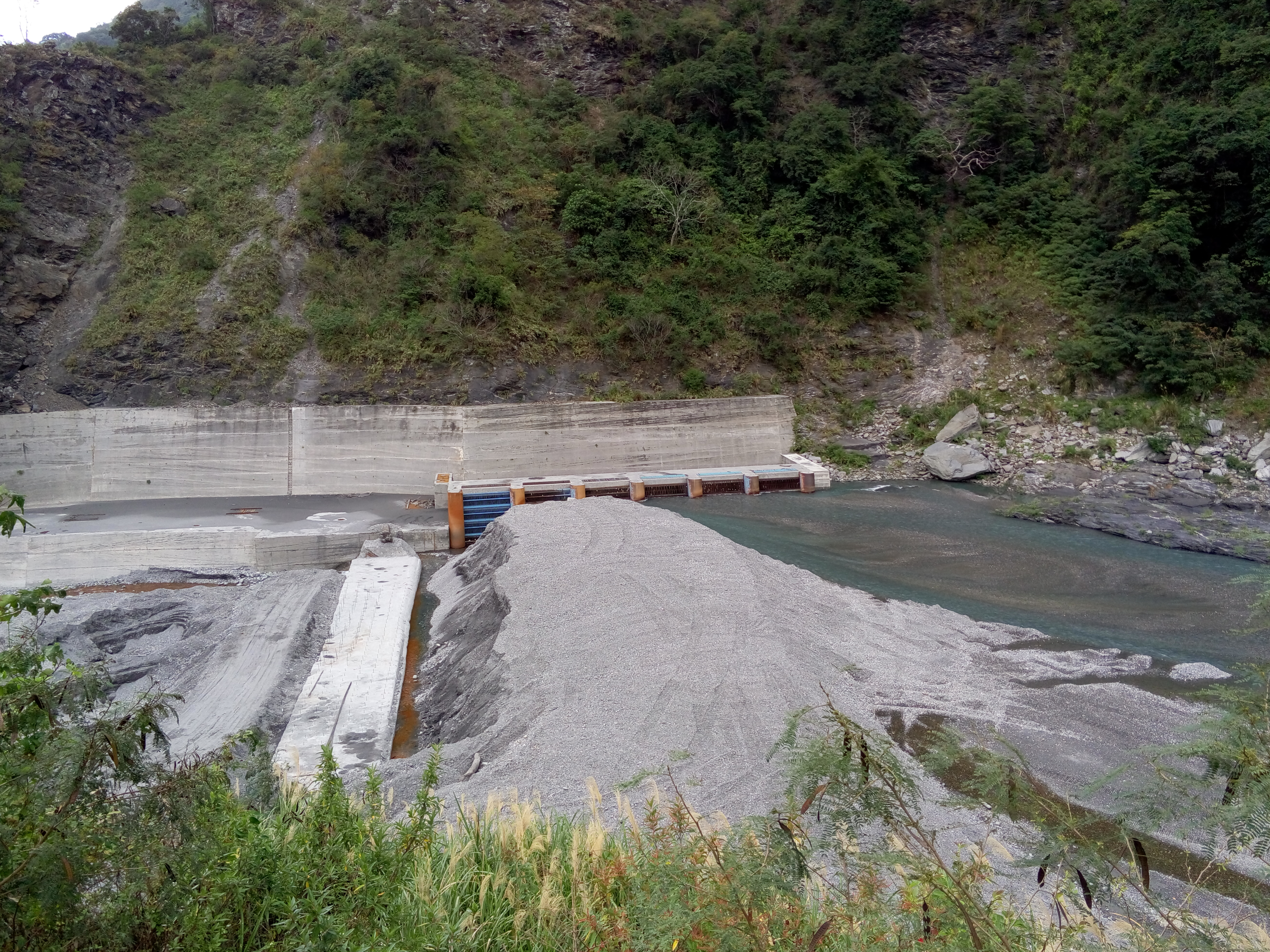
卑南上圳攔河堰側寫，途中白色長條部分即為攔河堰壩體構造物，因鹿野溪淤滿而重建中，前方部分即為進水口

卑南上圳攔河堰為一座位在臺灣臺東縣延平鄉攔截鹿野溪溪水的攔河堰，其又有上里攔河堰之稱法。

## 沿革

### 日治時期
卑南上圳攔河堰最早起源為日治時期時，當時台灣總督府方面規劃在今延平鄉羅試山山腳下的鹿野溪上興建水壩進行水力發電，當時稱為清水計畫，然而因太平洋戰爭爆發，日本方面物資缺乏，導致該計畫至日治時期結束前仍無法正式動工興建。

### 民國時期
中華民國接管臺灣後，時任中華民國總統的蔣介石來到原日治時期築壩的預定地後指示應興建卑南上圳來供應臺東地區的灌溉用水。
因此在1948年（民國37年）起先後臺灣省政府水利局、台灣電力公司、水資會等機關開始針對羅試興建水壩的興建案進行多次調查，然而，台灣電力公司方面因為財務問題於1972年（民國61年）後退出計畫。同年11月，省政府成立第四規畫調查隊，由隊長，當時臺灣省政府水利局第八工程處的胡江東與劉定遠隨同部分第八工程處人員以鹿野溪下游羅試地區興建進水口攔水壩為前提下進行調查工作，在隔年6月提出第一期的築壩工作報告。其中，報告指出，在經過鹿野溪羅試地區鑽探後，該區礫石堆積層太厚，非常不利於建設水壩，應重新尋找新的地點建築卑南上圳所需的攔水壩。
1973年（民國62年）11月，經由省政府水利局探勘隊探勘後，選定在原羅試水壩預定地下游約0.8公里處的上里地區，該區鹿野溪的兩岸硬岩裸露，為適合興建水壩與卑南上圳進水口的極佳地點，並以這個地點進行全面調查。最終在1975年（民國64年）完成卑南上圳灌溉工程計畫報告書。
卑南上圳及攔河堰整體工程於1977年（民國66年）由當時臺灣省政府撥款10億元臺幣後正式動工。

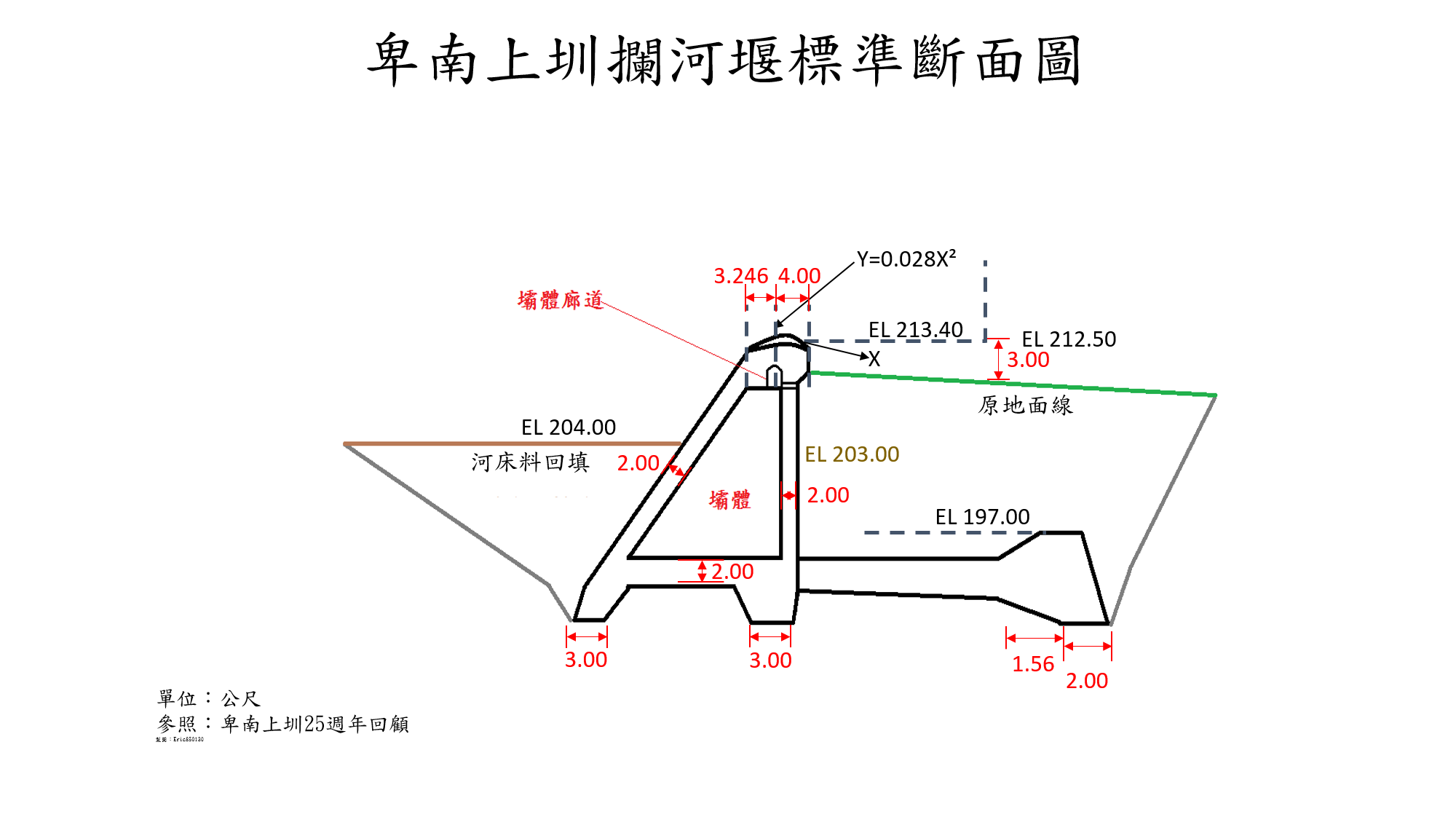
卑南上圳攔河堰標準斷面圖
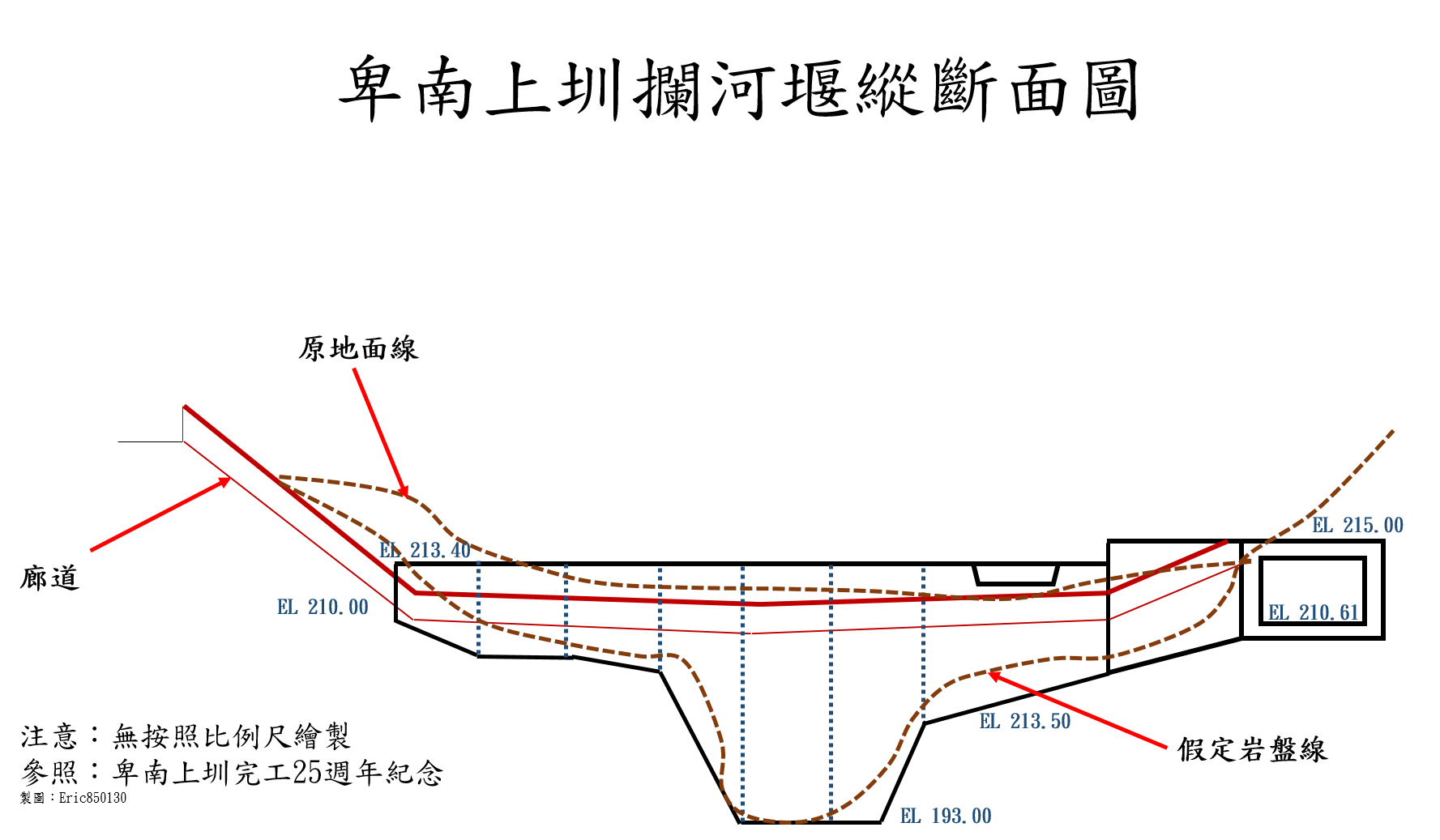
卑南上圳攔河堰縱斷面圖（無依照比例尺繪製）
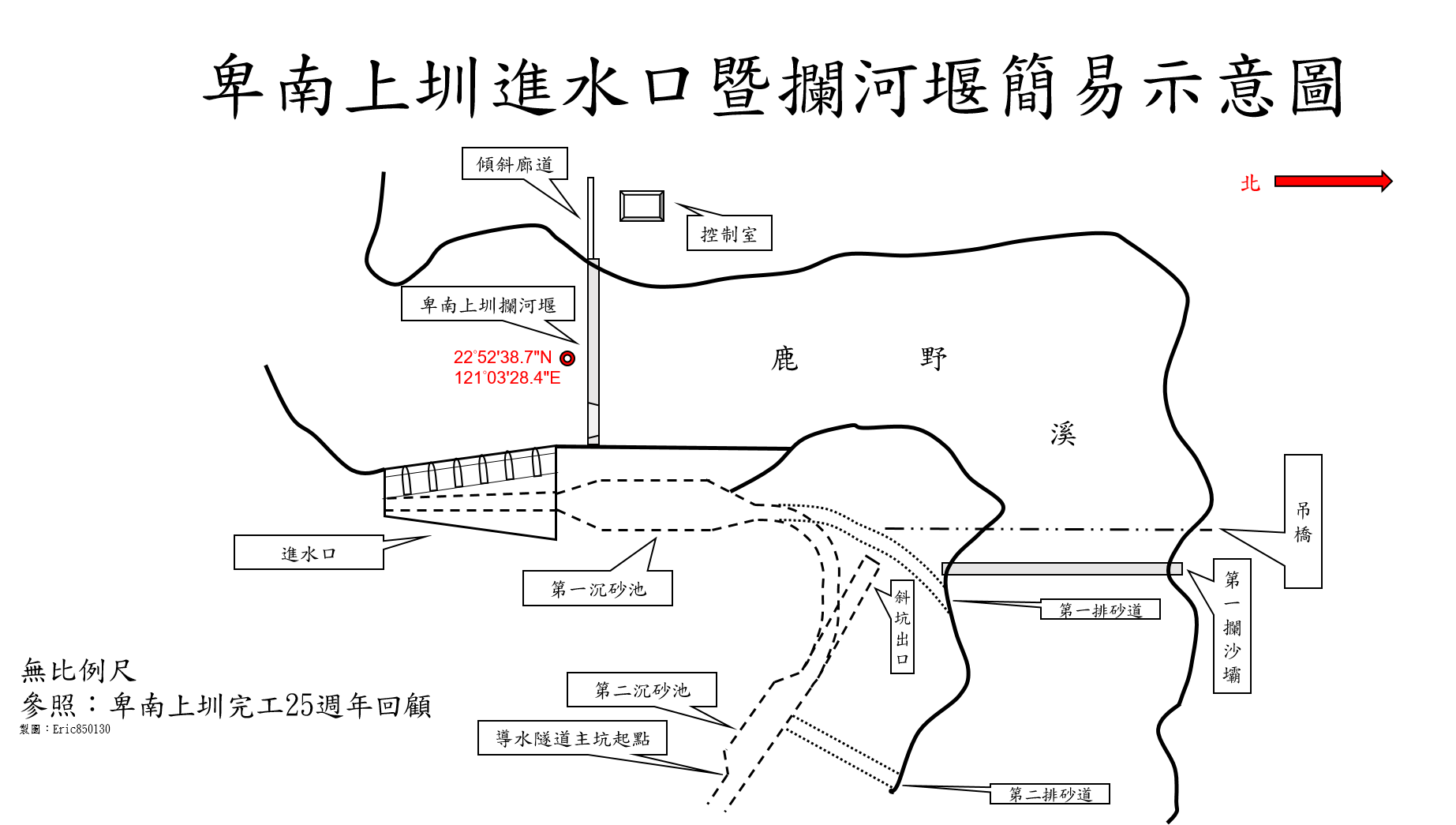
卑南上圳進水口暨攔河堰簡易示意圖（無依照比例尺繪製）

攔河堰工程部分，當時設計上共分為固定堰及活動堰，而施工上則是以高度及長度分為三階段施作，然而，第一階段及第二階段之工程在1981年（民國70年）3月9日受到洪水侵襲，導致挖掘出的土方以及臨時擋水堤全都遭到沖毀，洪災隔日隨即停工。同年6月12日及20日，攔河堰工區再度遭到洪水侵襲，接連兩次洪災使得排水路遭到沖毀，此次洪災後，直到當年10月20日才重新復工並修復部分被沖毀之水壩構造物。
也因為當時數度遭到洪水侵襲，因此後續曾嘗試改變設計方案，將攔河堰之壩頂追加鋪設20公分的鋼纖維混凝土以保護壩頂免於被洪水沖毀，令當時日本的普利司通公司相中此攔河堰之工程，因此免費提供耐磨耗性樹脂覆蓋在壩頂上進行耗損測試。
第三階段工程施作於1984年（民國73年）5月29日及6月6日時再度遭洪水侵襲，結果導致壩頂以及插版槽底遭到洪水所夾帶之砂石及枯木磨損，水壩壩基護坦損壞，因此再次辦理變更設計方案，將包覆鐵板的保護橡皮墊設置於槽底，然後使用廢棄舊輪胎固定於水壩護坦以供保護作用。壩頂部分則遭磨損嚴重，所造成之刮痕最深處深達40公分，因此興建工程處初步建議可嘗試施作鋼板鋪設來達到達保護目標。後續水利局開始針對鋪設之鋼板類型進行多次測試，當時更請來日本籍山本光男教授以及臺灣大學教授高建章來進行協助。最終歸類出以10公厘焊接鋼板為最佳方案，以蛇紋石加工成方錐形並緊密砌成在壩頂的次佳方案，工程處決定採用前者來改善壩頂遭洪水侵襲的問題。
活動堰部分，因受鹿野溪上游沿岸板岩多稜角含沙量高的特性，因此無法以正常之動力鐵製閘門或是插板式閘門來施作活動堰，工程處部分考量到為有效調節卑南上圳取水之水位高度已即使攔河堰具有排砂以及排洪之功能，因此考慮使用橡皮壩之工法施作，橡皮壩部分則也是由日本普利司通提供免費設置橡皮壩來測試其效能，當時橡皮壩部分細部設計為壩高1.8公尺、壩長10公尺、水壩兩端之坡度1:0.5、倒伏水深2.16公尺（倒伏後標高214.06公尺）、充氣方式為空氣式，整體安裝工程於1985年（民國74年）4月30日完成安裝。
然而橡皮壩安裝完成後，即陸續受到颱風侵襲，導致橡皮壩壩體時常被尖銳的砂石或是樹枝劃破，後續日本製造公司方面經勘查後，決定在橡皮壩外皮上再包護一層保護層，於1986年（民國75年）10月20日完成鋪設，然而依舊無法阻擋接下來洪水所夾帶的泥沙、樹枝而又遭到劃破，最終，日本製造公司及及第八工程處均放棄採用橡皮壩作為活動堰之方案。
第八工程處為了防止攔河堰因河床刷深而損及壩基，因此規劃在卑南上圳導水隧道斜坑出口處河床興建攔沙壩一座以保護攔河堰主體，壩高13公尺、壩頂寬3公尺、壩長21.5公尺、壩頂標高205公尺。攔砂壩工程於1987年（民國76年）4月27日完工。

### 現今

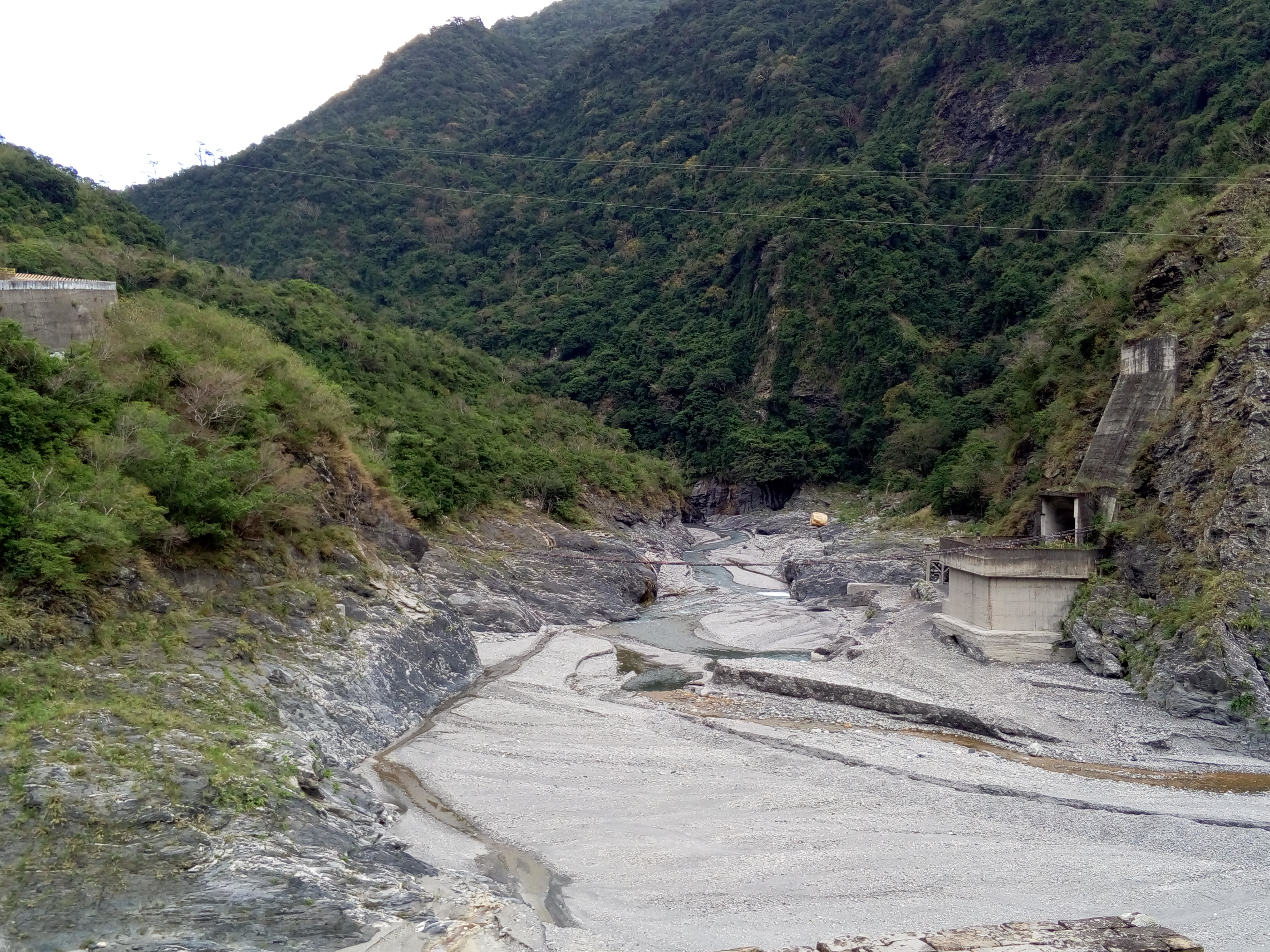
圖中吊橋正下方即為原第一攔沙壩之位置，自八八風災後鹿野溪淤積嚴重完全覆蓋攔沙壩導致失去其作用

自卑南上圳完工後，因鹿野溪連年受到颱風侵襲而溪水暴漲，導致，卑南上圳攔河堰須經常維修，1999年（民國88年），將第一攔砂壩鑿岩拓寬壩體及壩面改採格柵式鋼版工法仍僅減緩破壞速度，再加上2009年（民國98年）8月，莫拉克風災後讓鹿野溪上游形成多處崩塌地，溪水含沙量大增，攔沙壩因河床淤積而被掩埋以及原進水口位置不佳等諸多因素，因此2015年（民國104年）10月，臺東農田水利會計畫與臺東縣政府合作提報花東發展基金補助新臺幣5.3億元，將卑南上圳進水口另開新導水隧道上移，屆時卑南上圳攔河堰將失去其功用。

## 諸元

### 管理
- 水壩名稱：卑南上圳攔河堰、上里攔河堰[5]
- 管理機關：農業部農田水利署臺東管理處
- 興建目的：灌溉[5]
- 興建概述：於卑南溪支流鹿野溪上由清水、上里地區之間興建攔河堰一座以取水供卑南上圳灌溉之用[5]。
- 水壩位置：臺東縣延平鄉上里地區

### 水壩
- 水壩類型：混凝土重力壩[2][9]
- 興建日期：1977年
- 完工日期：1987年
- 壩頂標高：213.4公尺
- 壩身高度：21公尺
- 壩頂長度：71公尺
- 壩頂寬度：5.8公尺
- 壩體廊道：高202公尺、寬1公尺、水平常35公尺、斜坡1:1.25[2]

## 資料來源
1. ↑   (PDF).   [2015-12-06]. （原始内容 (PDF)存档于2013-12-26）.
2. 1 2 3 4 5 6 7 8 9 10 11 12 13 14 15 16  賴亮郡. . 2012年  [2015-12-04] （中文（繁體））.[永久]
3. ↑   (PDF). 經濟部水利署.   [2015-12-04]. （原始内容 (PDF)存档于2016-03-04） （中文（臺灣））.
4. ↑  . 經濟部水利署.   [2015-12-04]. （原始内容存档于2016-03-05） （中文（繁體））.
5. 1 2 3 4 5 6  . 臺灣臺東農田水利會.   [2015-12-04]. （原始内容存档于2014-12-08） （中文（臺灣））.
6. ↑  . 臺灣臺東農田水利會.   [2015-12-04]. （原始内容存档于2019-06-11） （中文（繁體））.
7. ↑  . 風傳媒. 2012年  [2015-12-04]. （原始内容存档于2016-03-05） （中文（繁體））.
8. ↑  . 臺東縣政府. 2015年6月5日  [2015-12-07]. （原始内容存档于2015-06-07） （中文（繁體））.
9. ↑  . 臺東縣政府臺東旅遊網.   [2015-12-04]. （原始内容存档于2014-12-09） （中文（臺灣））.